# Gabriel Iglesias
Gabriel Jesus Iglesias, född 15 juli 1976 i San Diego, är en amerikansk komiker och skådespelare. Han är mest känd för sina shower I'm Not Fat... I'm Fluffy och Hot & Fluffy.

## Tidigt liv
Iglesias föddes som Gabriel Jesus Iglesias i San Diego. Han är av mexikansk-amerikanskt ursprung. Hans moder döpte Gabriel med ett C i Iglesias för att hans far inte var där vid födseln och hon ville inte att han skulle ha samma efternamn. Han har sagt att han föredrar att använda sitt efternamn med ett S i. Han och hans mor bodde i Riverside, Corona, Santa Ana, Baldwinpark.

## Karriär
Iglesias är mycket känd för sitt sätt att driva med sig själv och sina kompisar och berättar vardagliga historier som blir till en komisk fest, bland annat på kanalen Comedy Central.
Han är känd för att bra imitera olika ljud och röster i hans vitser, så som dialekter, verktyg, dörrar, bilar och bussar.

## Filmografi

### Film
- Entre vivos y plebeyos
- El Matador
- Days of Santiago
- The Surfer King
- Magic Mike
- Flygplan
- Den stora nötkuppen
- A Haunted House 2
- The Fluffy Movie
- Manolos magiska resa
- Magic Mike XXL
- Norm of the North
- El Americano: The Movie
- Smurfarna: Den försvunna byn
- Den stora nötkuppen 2
- Coco
- Stjärnan
- Tjuren Ferdinand
- Show Dogs
- UglyDolls
- Space Jam: A New Legacy
- Tassar av stål

### TV-serier
- All That
- My Wife and Kids
- Comedy Central Presents
- Last Comic Standing
- Kejsarens nya skola
- Gabriel Iglesias: Hot and Fluffy
- Gabriel Iglesias Presents Stand Up Revolution
- The High Fructose Adventures of Annoying Orange
- Gabriel Iglesias: Aloha Fluffy
- Key & Peele
- Scooby-Doo! Ghastly Goals
- Gabriel Iglesias Presents Rick Gutierrez: I'm Not Mad. I'm Just a Parent
- Cristela
- Fluffy's Food Adventures
- Ice Age: The Great Egg-Scapade
- Gabriel Iglesias: I’m Sorry For What I Said While I Was Hungry
- Narcos
- Modern Family
- Gabriel Iglesias: One Show Fits All
- Mr. Iglesias
- Unleashed
- Monster på jobbet
- Maya och de tre
- Gabriel Iglesias: Stadium Fluffy
- StoryBots: Answer Time